# Barzakh
Barzakh (em árabe: برزخ), na escatologia islâmica, é o estado intermediário em que a alma do falecido é transferida através das fronteiras do reino dos mortais numa espécie de "sono frio", onde a alma vai descansar até que o Qiyamah (Dia do Julgamento, termo aparece no Alcorão, Surata 23, Ayat 100). 

## Definição
Barzakh é uma sequência de acontecimentos que ocorrem logo após a morte de um ser humano, em que a sua alma se separa do corpo. Três eventos compõem o Barzakh:
1. A separação da alma e do corpo, em que esta separa do corpo pairando sobre este. 
2. Auto-avaliação das nossas acções e obras na vida. 
3. A alma descansa em um espaço intermediário no qual se vai experimentar uma manifestação da alma, resultando em um estado de sono frio, esperando o dia do Julgamento Final (cf. Purgatório) 
Por favor note que no Islão, todos os seres humanos passam por quatro etapas de idade: 

### Sufismo
No Sufismo, o Barzakh ou Alam-e-Araf não é apenas onde a alma humana reside após a morte, mas é também um lugar que a alma pode visitar durante o sono e a meditação. Ibn 'Arabi define Barzakh como o reino intermediário ou "istmo" (tradução literal do termo árabe). Está entre o mundo dos corpos corpóreos e o mundo dos espíritos (Alam al-Jabarut) e é um meio de contato entre os dois mundos. Sem isso, não haveria contato entre os dois e ambos deixariam de existir. É descrito como simples e luminoso, como o Mundo dos Espíritos, mas também capaz de assumir muitas formas diferentes, assim como o Mundo dos Corpos Corpóreos pode. Em termos mais amplos, Barzakh, “é tudo o que separa duas coisas”. Foi descrito como o mundo dos sonhos em que o sonhador está na vida e na morte.
Barzakh também pode se referir a uma pessoa. Cronologicamente entre Jesus e Maomé é o contestado profeta Khalid. Ibn 'Arabi considera esse homem um "Barzakh" ou o Ser Humano Perfeito. Chittick explica que o Humano Perfeito age como o Barzakh ou "istmo", intermédio entre Deus e o mundo. A história de Ibn 'Arabi do profeta Khalid é uma história do Ser Humano Perfeito.
A história de Khalid é de um profeta cuja mensagem nunca surgiu porque antes de morrer ele disse a seus filhos que abrissem seu túmulo quarenta dias após sua morte para receber a mensagem de Barzakh. Os filhos, no entanto, temiam que fossem desprezados por abrir o túmulo do pai morto, por isso decidiram não exumar o pai. Assim, sua mensagem nunca foi compartilhada. Um estudioso otomano explicou que, para Khalid dar o conhecimento de Barzakh, ele teria que viajar pelos diferentes mundos e depois retornar, mas como não foi exumado, sua mensagem nunca foi ouvida. Ibn 'Arabi explica que, porque esta missão terminou em fracasso, não entra em conflito com a declaração do Profeta Maomé: “Estou mais perto, entre os homens, de Jesus, filho de Maria, porque não há profeta entre ele e eu”.